# 澴岳郡
澴岳郡，中国南北朝时设置的郡。
西魏置澴岳郡，隶属于楚州，治今湖北孝感市东北，辖县不详。北周沿置，楚州改为岳州（治岳山郡，今湖北省孝昌县）。隋文帝开皇三年（583年）废澴岳郡，属地直属岳州。